# Tacuna minensis
Tacuna minensis är en spindelart som beskrevs av Galiano 1995. Tacuna minensis ingår i släktet Tacuna och familjen hoppspindlar. Inga underarter finns listade i Catalogue of Life.